# Groundhopping
El Groundhopping (del inglés groundhopper literalmente, saltamontes) es una afición que consiste en asistir a partidos en la mayor cantidad posible de estadios o campos distintos. Quienes practican esta actividad se conocen como *groundhoppers*, *hoppers* o *viajeros*. El groundhopping está principalmente relacionado con el fútbol. En general, los groundhoppers son aficionados al fútbol que suelen mantener una opinión neutral respecto a los clubes a los que ven jugar y tratan de asistir al mayor número posible de partidos en estadios o recintos distintos, viendo todo el proceso como una actividad de ocio.

## Historia
El término groundhopping se originó a finales de la década de 1980. Desde entonces, aficionados en Alemania comenzaron también a practicarlo. Actualmente es especialmente popular en el Reino Unido, Alemania, Países Bajos, Bélgica, Suecia y Noruega.[cita requerida]

## Organización
Por lo general, el groundhopping no está organizado oficialmente. Sin embargo, existen algunas organizaciones formales, como The 92 Club en Inglaterra, que reúne a groundhoppers que han asistido a partidos en todos los estadios de la Premier y de la Football League. También existen carreras, en su mayoría con fines benéficos, para lograr el récord de visitar los 92 estadios de la Football League en el menor tiempo posible (inicialmente llamada “92 Grounds in 92 Hours”), siendo la marca actual de 72 horas, conseguida por cuatro aficionados del Swindon Town en 2015.
Los groundhoppers suelen organizarse en grupos de amigos o a través de foros en línea y redes sociales (por ejemplo, Facebook y Twitter). Otros prefieren no organizarse y visitar estadios por su cuenta.
Los entusiastas de esta afición a veces utilizan aplicaciones como Futbology o Europlan para llevar un registro de los estadios visitados. El sitio web Europlan también funciona como el portavoz digital de la Asociación de Groundhoppers de Alemania (en alemán: Vereinigung der Groundhopper Deutschlands; V.d.G.D.)

## Reglas
No existe un conjunto universal de reglas para contar los estadios “visitados”, aunque una regla no escrita indica que un groundhopper debe haber presenciado un partido completo de fútbol en el estadio.